# Equidae
Os equideos (do latim científico Equidae) constituem uma família de mamíferos perissodáctilos. Esta família abarca apenas o género Equus, onde se classificam o cavalo e o burro, além da zebra.
A família Equidae evoluiu ao longo de vários milhões de anos, desde animais florestais de pequenas dimensões até ao cavalo moderno e seus contemporâneos do género Equus. A sequência evolutiva do grupo foi estudada pelo paleontólogo Othniel Charles Marsh, com base em descobertas realizadas em jazidas fossilíferas da América do Norte, nos anos 1870. Desde então tem sido um dos exemplos mais comuns de sucessão evolutiva de espécies e são animais adaptados para a corrida, de origem africana e asiática. Ao longo da sua evolução, os equídeos foram dimuinuindo o número de dedos e adaptando a dentição para uma alimentação à base de vegetação rasteira.

## distribuição geográfica

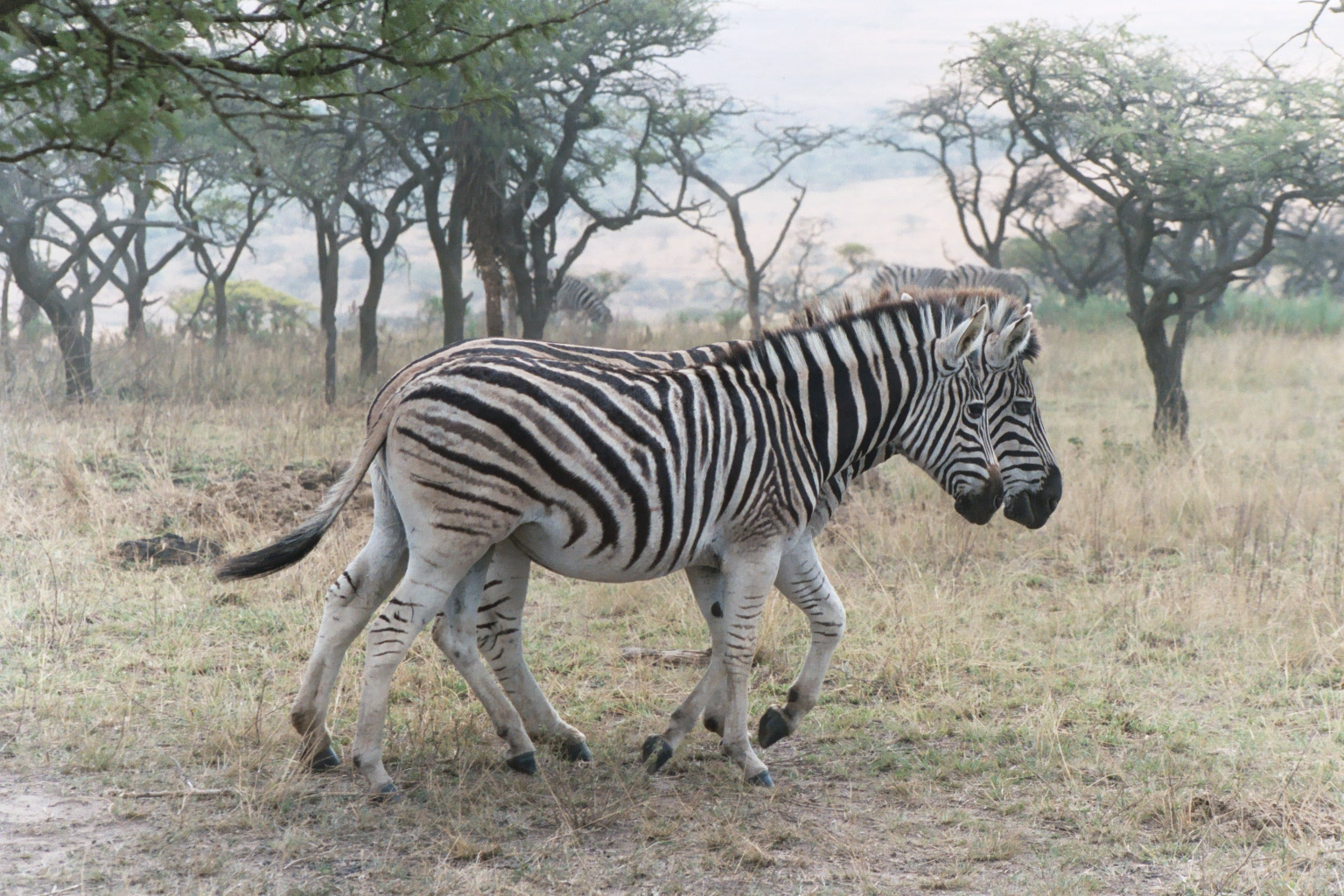
Equus Quagga

Eles geralmente são adaptados para abrir terreno, como planícies, savanas, florestas temperadas e tropicais, tundras, taigas, campos, prados, estepes, montanhas e desertos.
Antigamente, os equídeos eram animais mais bem sucedidos em estado selvagem (menos na Austrália e nos Polos).
Desde o Plioceno, os equideos viviam em toda Eurásia, América e África, atualmente só tem na Mongólia, oriente médio, tibete (planalto tibetano), China, Nepal, Índia, Paquistão, Butão e toda a África subssariana em estado selvagem, mas em estado semi selvagem, os cavalos selvagens vivem em toda a Eurásia, América, Oceânia (Austrália) e África.

## Géneros
Do mais antigo para o mais recente, os géneros de equídeos são :
- Hyracotherium
- Eohippus
- Orohippus
- Epihippus
- Mesohippus
- Miohippus
- Kalobatippus
- Parahippus
- Parahippus
- Merychippus
- Hipparion
- Pliohippus
- Dinohippus
- Plesihippus
- Protohippus
- Equus